# Pir Umar Halveti
Pir Umar Halveti (voller Name Abu Abdallah Sirajuddin Umar ibn Akmaluddin al-Lahji al-Chalwati; † 1347, 748 nach islamischer Zeitrechnung) war ein islamischer Mystiker (Sufi) und Gründer der Halveti-Tariqa (Halveti-Derwisch-Orden).
Umar Halvetis Geburtsort ist vermutlich Lāhidschān, das sich in der Provinz Gilan im Iran befindet. Während seiner Jugend ging er nach Choresmien, wo er ein Schüler seines Onkels Achi Muhammad ibn Nur Chalwati wurde, eines Sufi. Nach dessen Tod im Jahr 1317 (717 nach islamischer Zeitrechnung) wurde Umar Halveti der spirituelle Führer seiner Anhänger.
Später unternahm er eine Reise nach Aserbaidschan und Ägypten, anschließend vollzog er die Pilgerfahrt (Haddsch) nach Mekka. Danach ging er nach Chorasan, wo er sich in der Stadt Herat niederließ. Dort gründete er die Halveti-Tariqa.
Umar Halveti erhielt seinen Namen, weil er sich regelmäßig zur Andacht Gottes zurückzog. Der Begriff Halvet (arab. Chalwat) wird bei den Sufis im Zusammenhang mit "Rückzug ins Gebet" und "Andacht" verwendet. Die Form Halveti bezeichnet also jemanden, der sich dieser Praxis unterzieht; deutsch wäre der Name etwa "Umar der Andächtige".
Nach einer Halveti-Überlieferung wurde Pir Umar Halveti der Name von seinen besorgten Derwischen gegeben, die ihn nach langer Suche  bei der Andacht in einem hohlen Platanenbaum gefunden hatten.
Siehe auch: Sufismus, Dscherrahi
| Personendaten    | Personendaten                                                    |
| ---------------- | ---------------------------------------------------------------- |
| NAME             | Umar Halveti, Pir                                                |
| ALTERNATIVNAMEN  | Abu Abdallah Sirajuddin Umar ben Akmaluddin al-Lahji al-Khalwati |
| KURZBESCHREIBUNG | islamischer Mystiker (Sufi) und Gründer der Halveti-Tariqa       |
| GEBURTSDATUM     | 13. Jahrhundert oder 14. Jahrhundert                             |
| STERBEDATUM      | 1347                                                             |